# 储亚平
储亚平（1952年10月—），安徽芜湖人，汉族，中华人民共和国政治人物、第十二届全国人民代表大会河南地区代表。
毕业于中央党校函授学院经济管理专业。加入中国民主同盟。1996年8月任河南省监察厅副厅长，2008年1月担任河南省人大常委会副主任。2008年起担任全国人大代表。2013年，担任全国人大代表。